# 短轴红山茶
短轴红山茶（学名：[Camellia brevicolumna] 错误：{{Lang}}：文本有斜体标记（帮助））为山茶科山茶属下的一个种。

## 扩展阅读
- 維基物種上的相關：短轴红山茶